# 加納諸平
加納 諸平（かのう もろひら、文化3年（1806年）－安政4年6月24日（1857年8月13日））は、江戸時代後期の国学者。通称は小太郎。別名は兄瓶（えみか）。号は柿園（しえん）。

## 経歴
国学者夏目甕麿の子として遠江国で生まれる。18歳で紀伊国和歌山の医師・加納家の養子となる。本居大平に国学を学び、後に紀州藩の命で『紀伊続風土記』『紀伊国名所図会』の編纂にあたった。また、自身や実父の歌をはじめとする当代の優れた和歌を収めた『類題和歌鰒玉集』を文政11年（1828年）に刊行、以降日本全国から優れた和歌を募集して『類題和歌鰒玉集』の続編の編纂にあたり、安政元年（1854年）までに第7編までを刊行、地方における歌人・歌壇の振興に尽くした。安政3年（1856年）に紀州藩が国学所を創設すると、その総裁となった。